# Staplecross
Staplecross – wieś w Anglii, w hrabstwie East Sussex. Leży 38,8 km od miasta Lewes i 74,6 km od Londynu. W 2015 miejscowość liczyła 725 mieszkańców.